# Oscar (fotbalista)
Oscar dos Santos Emboaba Júnior (* 9. září 1991 Americana), známý jako Oscar, je brazilský profesionální fotbalista, který hraje na pozici ofensivního záložníka za čínský klub Šanghaj Port. Mezi lety 2011 a 2018 odehrál také 48 utkání v dresu brazilské reprezentace, ve kterých vstřelil 11 branek.
Hraje Campeonato Brasileiro Série A za klub São Paulo FC, kam přestoupil v roce 2024 z čínského klubu Šanghaj SIPG.

## Klubová kariéra

### Chelsea FC
V létě 2012 přestoupil z brazilského celku Internacional do anglického velkoklubu Chelsea FC, kde dostal dres s číslem 11. Toto číslo před ním nosil v Chelsea Didier Drogba, útočník z Pobřeží slonoviny.
Do jarního šestnáctifinále Evropské ligy 2012/13 byl Chelsea přilosován český klub AC Sparta Praha, Oscar nastoupil 14. února 2013 v Praze na hřiště v 82. minutě a okamžitě po svém příchodu vstřelil jediný gól zápasu. O týden později se představil v odvetě na Stamford Bridge v základní sestavě a hrál do 67. minuty, pak jej vystřídal Eden Hazard, který pro Chelsea zařídil ve druhé minutě nastaveného času vyrovnání na 1:1. Chelsea tímto výsledkem vyřadila Spartu z Evropské ligy. 15. května 2013 slavil se spoluhráči titul v Evropské lize po vítězství 2:1 ve finále nad Benfikou Lisabon.
3. května 2015 tři kola před koncem sezóny 2014/15 získal s Chelsea ligový titul, v téže sezóně vyhrál i Football League Cup.

### Šanghaj SIPG
V prosinci 2016 Chelsea oficiálně oznámila, že se dohodla s čínským klubem Šanghaj SIPG na přestupu Oscara. Ten by se měl k čínskému celku připojit začátkem ledna. Podle médií se přestupová částka pohybovala okolo 60 milionů liber.

## Reprezentační kariéra

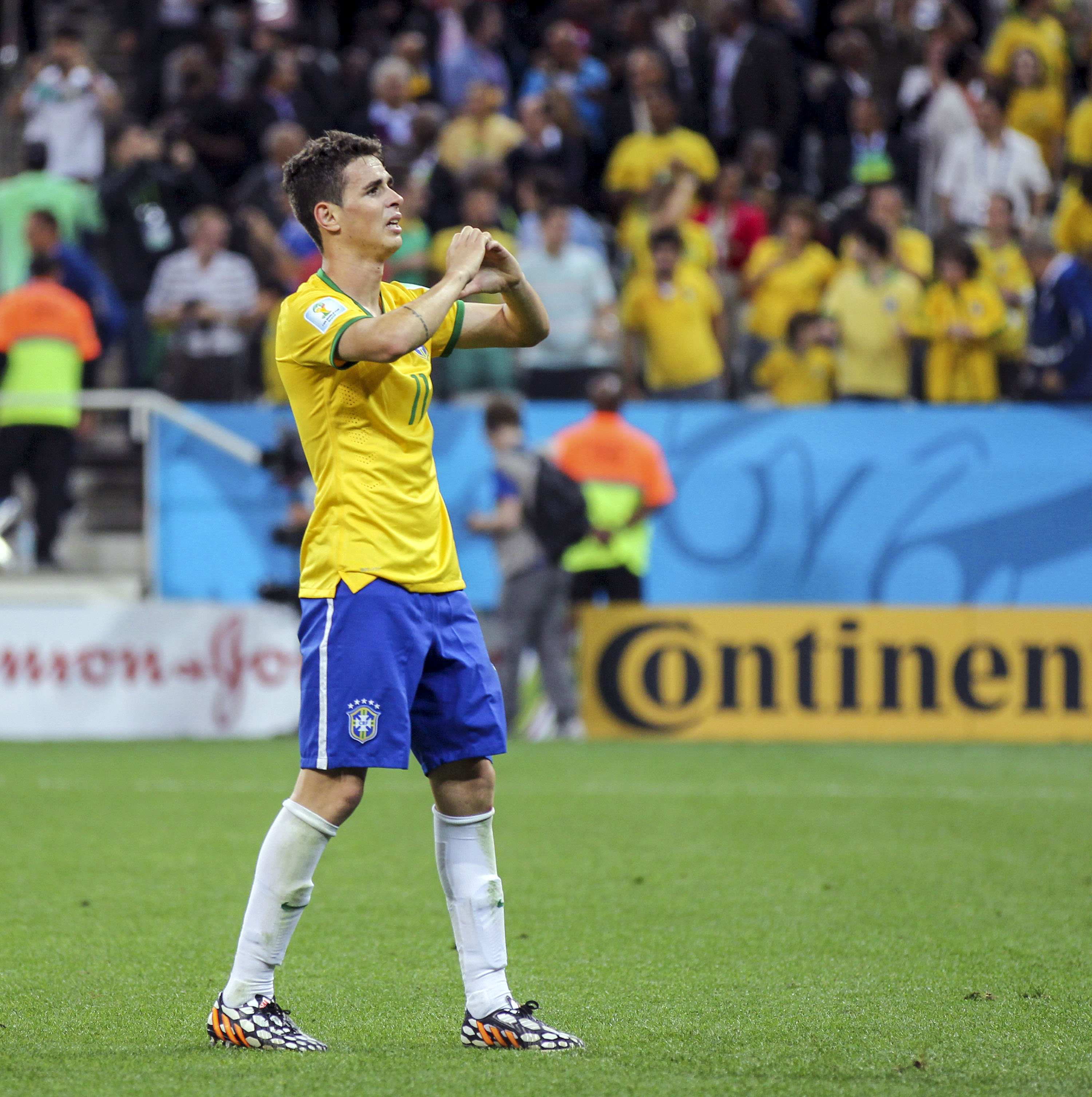
Oscar v národním dresu.

Oscar nastupoval za brazilskou reprezentaci do 20 let, s níž v roce 2011 vyhrál Mistrovství světa hráčů do 20 let v Kolumbii. Ve finále hattrickem rozhodl o výhře Brazílie 3:2 po prodloužení nad Portugalskem.
S brazilským olympijským výběrem do 23 let získal stříbrnou medaili na Letních olympijských hrách 2012 ve Velké Británii (Brazílie podlehla ve finále Mexiku 1:2).
Trenér Luiz Felipe Scolari jej vzal na domácí Mistrovství světa 2014 v Brazílii. V semifinále proti Německu byl u historického brazilského debaklu 1:7, kde v prvním poločase chaotická brazilská obrana dovolila Němcům do 29. minuty pětkrát skórovat. Oscar dal jediný gól útěchy. Brazilci obsadili konečné čtvrté místo a s tímto šampionátem se loučili bez medaile.

## Styl hry
Jeho herní styl a schopnosti bývají přirovnávány ke stylu brazilského záložníka Kaká a německého fotbalisty Mesuta Özila.